# 凱特琳·奧爾森
凱特琳·柳·奧爾森（英語：Kaitlin Willow Olson，1975年8月18日—）是一位美國女演員，喜劇演員和制片人。她的職業生涯始於加州洛杉矶的即興表演組織 The Groundlings。 在FX喜劇《酒吧五傑》擔任蒂安卓一角前（2005年至今)，她曾於多部電視連續劇中擔任次要角色。 
奧爾森憑著於福克斯喜劇系列的冏女大翻身（2017年至2018年） 和Quibi喜劇系列的翻修達人（2020年），令她於黃金時段艾美獎獲得喜劇短片或戲劇系列的最佳女演員的提名。
奧爾森亦曾於多部電影裡出演，包括求愛吉日 (2010)，熱爆MADAM (2013)，全家玩到趴 (2015)，海底奇兵2 (2016)。

## 外部連結
- 凱特琳·奧爾森在互联网电影资料库（IMDb）上的資料（英文）
- 在AllMovie上凱特琳·奧爾森的頁面（英文）
- 凱特琳·奥爾森的Instagram帳戶